# دیکسی، شهرستان نیوتن، جورجیا
دیکسی (به انگلیسی: Dixie) یک منطقهٔ مسکونی در ایالات متحده آمریکا است که در شهرستان نیوتون، جورجیا واقع شده‌است. دیکسی ۲۳۲٫۸۷ متر بالاتر از سطح دریا واقع شده‌است.